# Inga Thorsson
Inga Margarete Thorsson, född Sjöbäck den 3 juli 1915 i Sankt Pauli församling i Malmö, död 15 januari 1994 i Sofia församling i Stockholm, var en svensk diplomat och socialdemokratisk politiker. 
I sitt politiska arbete kom hon bland annat att spela en viktig roll i motarbetandet av Sveriges satsning på kärnvapen.

## Karriär
Inga Thorsson var verksam som expert vid Internationella arbetsorganisationen i Genève 1950–1952. Åren 1958–1962 var hon socialborgarråd i Stockholm. Hon var ordförande i Sveriges socialdemokratiska kvinnoförbund 1952–1964. Thorssons politiska engagemang gjorde henne också till riksdagsledamot. Hon satt i andra kammaren 1957–1958. 
Under kalla kriget var diskussionen om kärnvapen stor i Sverige. Överbefälhavare Nils Swedlund förespråkade att Sverige skulle tillverka egna atomvapen. Thorsson uttalade sig i frågan vid kvinnoförbundets kongress 1956: "Vi som lever i den här generationen har inte bara ansvar för vårt land och parti, utan även för dem som kommer efter oss". Flera i partistyrelsen kritiserade hennes uttalande, däribland den tidigare försvarsministern Per Edvin Sköld som menade att kvinnoförbundets moraliska skäl var mera ett "affektivt än ett genomtänkt argument". Thorssons uttalande kom att vidare etablera kvinnoförbundets politiska ställning, och visa att de betraktade sig som en självständig politisk aktör som vägrade invänta partiets ställningstaganden. Kärnvapenfrågan ebbade ut under 1960-talet, och 1968 fattades det slutliga beslutet att Sverige inte skulle bli en kärnvapennation.
Thorsson anställdes vid Utrikesdepartementet 1962. Hon var ledamot i rådet för Nämnden för internationellt bistånd 1962–1963 och ambassadör i Tel Aviv 1964–1966 och 1967–1970 samt FN-ambassadör 1966 och 1970–1982. Åren 1966–1967 och 1970–1973 arbetade hon som politiskt sakkunnig vid Utrikesdepartementet.
Thorsson var svensk delegat vid konferensen rörande internationella befolknings- och miljöfrågor 1972–1975 och ordförande för den svenska delegationen till nedrustningskonferensen i Genève 1974–1982. Hon var ledamot av Stockholms internationella fredsforskningsinstituts vetenskapliga råd från 1992.

## Privatliv
Thorsson var gift med socialrådet Sture Thorsson (1895–1979). Hon var mor till Leif Thorsson och Anders Thorsson.

## Utmärkelser
Thorsson blev hedersdoktor vid Göteborgs universitet 1987.